# Verchojanskij ulus
Il Verchojanskij ulus è un ulus (distretto) della Repubblica Autonoma della Jacuzia-Sacha, nella Russia siberiana orientale; il capoluogo è la cittadina di Batagaj. Confina con l'ulus Bulunskij a nordovest, Ust'-Janskij a nordest, Ėveno-Bytantajskij e Kobjajskij ad ovest, Tomponskij a sudest e Momskij ad oriente.
Il territorio dell'ulus si estende sull'alto bacino del fiume Jana, sui rilievi dell'omonimo altopiano e delle catene dei monti Kular e dei monti Čerskij, in una zona in cui si raggiungono le temperature più basse dell'emisfero nord (di cui è uno dei "poli del freddo").
Oltre al capoluogo amministrativo, altri centri urbani di qualche rilievo sono la cittadina di Verchojansk e l'insediamento di Ėsė-Chajja.